# American Deutsch Bag
American Deutsch Bag is een ep van de Amerikaanse punkband Teenage Bottlerocket. Het werd uitgebracht op 26 november 2013 door Fat Wreck Chords. Het album bevat een nummer van de band zelf en twee covers. De eerste cover is een poppunk-versie van het nummer "Ich bin Auslander un Spreche Nicht Gut Deutsch". De andere cover is het nummer "Via Munich", dat oorspronkelijk is geschreven door Tony Sly.

## Nummers
1. "Ich bin Ausländer und spreche nicht gut Deutsch" - 1:18
2. "I’m the One Smoking Marijuana Motherfucker" - 1:00
3. "Via Munich" (cover van Tony Sly) - 1:36

## Band
- Kody Templeman - gitaar, zang
- Ray Carlisle - gitaar, zang
- Miguel Chen - basgitaar
- Brandon Carlisle - drums